# Ponte Vittorio Emanuele II
Ponte Vittorio Emanuele II (dal 2015 ponte Vittorio Emanuele Secondo), comunemente noto come ponte Vittorio, è un ponte sul fiume Tevere, nella città di Roma, e collega piazza Pasquale Paoli, nel rione Ponte, al lungotevere Vaticano (Borgo).

## Descrizione

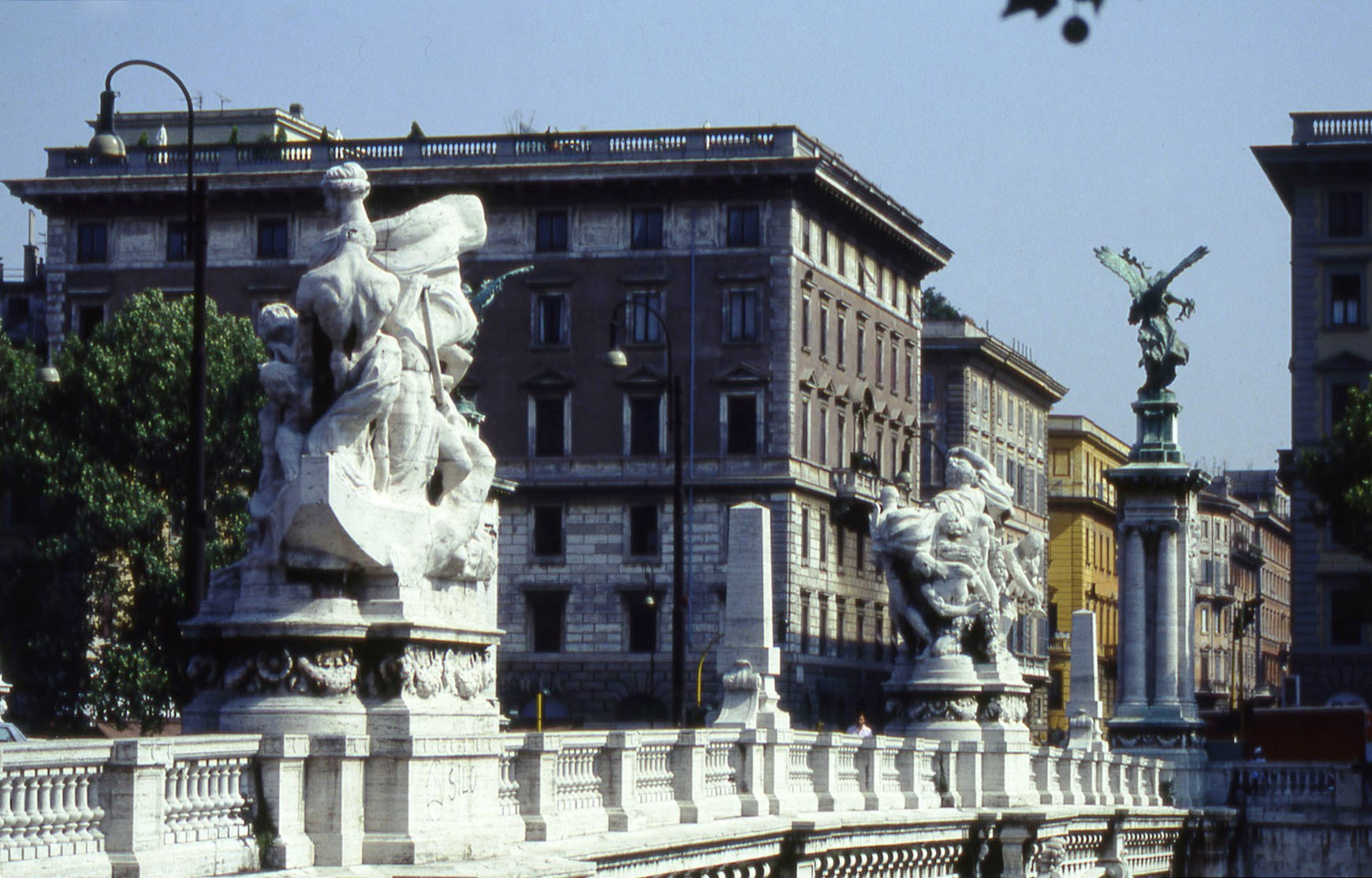
Ponte Vittorio i complessi scultorei

Costruito su progetto dell'architetto Ennio De Rossi del 1886, fu denominato ponte Vittorio Emanuele quando ancora non era stato costruito. I lavori furono presto interrotti e ripresi solamente nel 1908 e inaugurato una prima volta il 5 maggio 1911, in occasione del cinquantenario dell'Unità d'Italia, quindi nuovamente il 28 aprile 1912, alla posa definitiva dei gruppi in travertino.
Ha tre arcate per una lunghezza di 110 m ed è decorato alle estremità da alti basamenti con Vittorie alate e, in corrispondenza dei piloni centrali, da gruppi scultorei simbolici, la cui progettazione tecnica fu curata dall'impresa Allegri. Le Vittorie in bronzo sono opera degli scultori Elmo Palazzi, Luigi Casadio, Amleto Cataldi e Francesco Pifferetti. I gruppi scultorei sono stati realizzati (e inaugurati) in travertino l'anno dopo da Giuseppe Romagnoli per La fedeltà allo Statuto (dopo la battaglia di Novara, 1849); Italo Griselli per Il Valore Militare (la battaglia di San Martino, 1859); Giovanni Nicolini per Il Trionfo politico (proclamazione del Regno d'Italia, 1861); Cesare Reduzzi per Il Padre della Patria (Vittorio Emanuele a Roma durante l'inondazione del 1870).
Durante la sua costruzione, dal 1889 al 1911, fu affiancato a monte da un ponte provvisorio costituito da due travate di ferro a via inferiore denominato Ponte degli Alari.
Il ponte collega il centro (corso Vittorio Emanuele II) con il rione Borgo e il Vaticano, nei pressi dell'antico ponte Neroniano e di ponte Sant'Angelo.